# シンロ
シンロ（英語: Shinro）は、数独やマインスイーパーに似たパズルである。日本のパズル雑誌で掲載されたことを基点とするが、サウスウエスト航空の雑誌『スピリット (Spirit)』に掲載されたことで、少しずつパズルの存在が認知された。
名称は、2007年にニューヨークに本社を置くパズル制作会社のパズラビリティ (Puzzability) によってつけられたとされる。

## ルール

### 盤面の初期状態
8×8マスの中に任意の数の矢印が散りばめられている。これらの矢印は上・下・左・右・左上・左下・右上・右下のいずれかを向いている。 
また、各行・列には数字が振られている。 

### 進め方
矢印が向く方向に障害物を置かなければならない。それぞれの列や行に置かれる障害物の個数は行や列に降られた数字に等しい。すべての矢印に対応する障害物を、数字に矛盾せず置き終えれば解けたことになる。
なお、矢印マスは他の矢印の進む方向を障害せず、矢印マスに障害物を置くこともできない。どの矢印も障害しないような障害物の設置は認められている。

## 解き方
障害物を置いて妨害できるマスの少ない矢印について考えがなら、解き進めるのが定石である。

## ブラウザゲーム
「shinro puzzle」などと検索すれば、ブラウザでプレイ可能なシンロパズルが見つかる。